# Bermuda op de Olympische Zomerspelen 2016
Bermuda nam deel aan de Olympische Zomerspelen 2016 in Rio de Janeiro, Brazilië. Net als in 2012 zond het Bermudaans olympisch comité negen atleten naar de Spelen, actief in vijf verschillende disciplines. Voor het eerst in 36 jaar nam een atleet uit Bermuda weer deel aan het roeien; tegelijkertijd nam Bermuda voor het eerst in 40 jaar niet meer deel aan de paardensport.

## Deelnemers en resultaten
(m) = mannen, (v) = vrouwen 

### Atletiek
| Olympiër        | Discipline      | Resultaat | Prestatie                           |
| --------------- | --------------- | --------- | ----------------------------------- |
| Harold Houston  | 200 m (m)       | 63e       | serie 7: 6e in 20,85                |
|                 |                 |           |                                     |
| Tyrone Smith VO | verspringen (v) | 16e       | kwalificatie groep B: 10e met 7,81m |

### Roeien
| Olympiër        | Discipline | Resultaat | Prestatie                                                                                                   |
| --------------- | ---------- | --------- | --- |
| Michelle Parson | skiff (v)  | 16e       | serie 6: 3e in 8.22,15 kwartfinale 3: 4e in 7.34,90 halve finale C/D: 2e in 8.05,78 finale C: 4e in 7.34,41 |

### Triatlon
| Olympiër    | Discipline | Resultaat | Prestatie |
| ----------- | ---------- | --------- | --------- |
| Flora Duffy | vrouwen    | 8e        | 1:58.25   |

### Zeilen
| Olympiër         | Discipline       | Resultaat | Prestatie                                   |
| ---------------- | ---------------- | --------- | ------------------------------------------- |
| Cameron Pimentel | laser (m)        | 41e       | 339 punten: (31-45-41-27-44-42-39-34-42-39) |
|                  |                  |           |                                             |
| Cecilia Wollmann | laser radial (v) | 34e       | 291 punten: (32-28-33-35-35-33-34-33-32-32) |

### Zwemmen
| Olympiër         | Discipline          | Resultaat | Prestatie              |
| ---------------- | ------------------- | --------- | ---------------------- |
| Julian Fletcher  | 100m schoolslag (m) | 40e       | serie 1: 3e in 1.02,73 |
|                  |                     |           |                        |
| Rebecca Heyliger | 50m vrije slag (v)  | 52e       | serie 6: 6e in 26,54   |